# 刘弘 (企业家)
刘弘（1973年—），江西赣州人，中华人民共和国企业家。

## 生平
1997年，毕业于北京广播学院，担任中国国际广播电台新闻中心编辑、记者。1999年，随中国首次北极科考队远赴北极采访。2004年10月，就职北京乐视无限信息技术有限公司副董事长。2015年8月18日，因乐视控股酷派，任职刘弘为酷派集团执行董事。2016年，刘弘在北京接待了俄罗斯第一副总理伊戈尔·舒瓦洛夫的访问。